# Hoyt Axton
Pour l’article homonyme, voir Axton.
Hoyt Wayne Axton est un acteur, chanteur et compositeur américain né le 25 mars 1938 à Duncan (Oklahoma) et mort le 26 octobre 1999 à Helena (Montana). Il devient célèbre dans les années 1960 en tant que chanteur de folk sur la côte ouest, se distinguant des autres chanteurs par sa voix puissante. Ses chansons les plus connues sont "Joy to the World", "The Pusher", "No No Song", "Greenback Dollar", "Della and the Dealer" et "Never Been to Spain".
Axton est également un acteur très présent dans le cinéma et les séries télévisées américaines, incarnant souvent le rôle d'un père, notamment dans L'Étalon noir (1979), Pied au plancher (1983) et Gremlins (1984).

## Biographie

### Jeunesse
Hoyt Axton naît à Duncan, dans l'Oklahoma. Il passe une grande partie de son enfance à Comanche avec son frère John. Sa mère, Mae Boren Axton (en), auteure, a coécrit la chanson "Heartbreak Hotel", qui est devenu un des tubes d'Elvis Presley. Certaines chansons écrites par Hoyt lui-même ont été enregistrées par Presley. Le père de Hoyt, John Thomas Axton, était un officier naval stationné à Jacksonville en Floride, où sa famille le rejoint en 1949.
Axton sort diplômé de la Robert E. Lee High School (en) de Jacksonville en 1956 et quitte la ville peu après, conséquemment à un incendie survenu dans une quincaillerie le soir de la remise des diplômes.
Il suit ensuite des cours à l'université d'État de l'Oklahoma grâce à une bourse étudiante, où il entre dans l'équipe de football américain, mais ne parvient pas à la fin du cursus, car il décide d'entrer dans l'U.S. Navy. Axton obtient un grade d'officier de seconde classe et fait son service sur deux navires, l'USS Princeton et l'USS Ranger.
Axton était le cousin germain de David Boren, qui a été le gouverneur de l'Oklahoma, sénateur à trois reprises et président de l'université de l'Oklahoma.

### Carrière
Après la fin de son service dans la Navy, Axton devient chanteur de folk dans des cafés et des boîtes de nuit du sud de la Californie. Au début des années 1960, il publie son premier album de folk, The Balladeer (enregistré au Troubadour), qui contient la chanson "Greenback Dollar", reprise avec succès en 1963 par The Kingston Trio.
Axton a publié une multitude d'albums dans les années 1960 et 1970. Il produit Tales From the Ozone, un album publié en 1975 par Commander Cody and His Lost Planet Airmen, tout en publiant en solo des tubes mineurs, dont "Boney Fingers", "When the Morning Comes" et la chanson de 1979 "Della and the Dealer",. Son chant se distinguait par sa voix baryton-basse.
Axton fait sa première apparition à la télévision sur la production d'ABC par David L. Wolper "The Story of a Folksinger" en 1963. Il fait une autre apparition sur l'émission Hootenanny, animée par Jack Linkletter à l'époque. En 1965, il apparait dans un épisode de Bonanza dans lequel il chante des duos avec Pernell Roberts. En 1966, il figure dans son premier film, Smoky, interprétant le rôle de Fred Denton, le frère maléfique du personnage joué par Fess Parker,. Il devient célèbre dans les années 1970 et 1980 grâce à ses rôles au cinéma, notamment dans L'Étalon noir (1979), Espèce en voie de disparition (1982), Pied au plancher (1983) et Gremlins (1984). Il réalisé en parallèle une carrière à la télévision, surtout dans WKRP in Cincinnati (1979) et Arnold et Willy (1984-1985). En 1980, il chante le thème principal de la série Flo, et apparait dans l'épisode "You Gotta Have Hoyt". Axton a également chanté le jingle "The Ballad of Big Mac" pour une publicité télévisée de 1969 pour le Big Mac de McDonald's, ainsi qu'"Head for the Mountains" pour la marque de bières Busch dans les années 1980. Il fait une apparition pour une publicité de Pizza Hut en 1985 et dans un spot télévisé pour FTD avec Merlin Olsen en 1989.
Les contributions les plus notoires d'Axton, cependant, sont des chansons rendues célèbres par d'autres artistes : "Joy to the World" (Three Dog Night), "Never Been to Spain" (Elvis Presley), "Greenback Dollar" (The Kingston Trio), "The Pusher", "Snowblind Friend" (Steppenwolf), "No No Song" (Ringo Starr) et d'autres chansons reprises par Joan Baez, Arlo Guthrie, John Denver, Nina Simone, Waylon Jennings, Martha Reeves, Jonathan Edwards, Glen Campbell, Anne Murray, David Clayton-Thomas ou encore Colter Wall. Axton chante aux côtés de Linda Ronstadt pour ses chansons "Lion in the Winter" et "When the Morning Comes" et avec Tanya Tucker pour "You Taught Me How to Cry". Sa chanson "Joy to the World", revisitée par Three Dog Night, a atteint la première place du Billboard Hot 100 et y est restée six semaines consécutives en 1971, en faisant le tube de l'année. Il crée son label discographique Jeremiah en 1979, nommé en hommage à la première phrase de la chanson, "Jeremiah was a bullfrog",.

## Vie privée
Axton a été marié à trois reprises, les trois aboutissant à un divorce. De ces unions naissent cinq enfants.
Il a eu une très forte addiction à la cocaïne, et plusieurs de ses chansons, dont "The Pusher", "Snowblind Friend" et "No No Song", reflètent en partie son expérience avec la drogue. Il était favorable à la légalisation du cannabis à usage médical, mais sa femme Deborah et lui ont été arrêtés en février 1997 dans leur maison du Montana pour avoir possédé 500 grammes de cannabis. Sa femme a plus tard expliqué qu'elle en avait offert à Axton pour soulager sa douleur et son stress liés à son attaque de 1995. Ils ont tous les deux reçu une amende et ont été condamnés à des peines de sursis. Axton ne s'est jamais totalement remis de cette attaque, passant le reste de ses jours en fauteuil roulant.

## Mort
Hoyt Axton meurt à 61 ans dans sa maison de Victor (Montana) le 26 octobre 1999, après avoir subi deux attaques cardiaques en deux semaines. Le 1er novembre 2007, Hoyt Axton et sa mère Mae ont été introduits à titre posthume dans le Oklahoma Music Hall of Fame (en) de Muskogee (Oklahoma).

## Discographie
| Année | Album                         | Classement         | Classement    | Classement | Label            |
| Année | Album                         | Top Country Albums | Billboard 200 | Canada     | Label            |
| ----- | ----------------------------- | ------------------ | ------------- | ---------- | ---------------- |
| 1962  | The Balladeer                 | —                  | —             | —          | Horizon Records  |
| 1963  | Greenback Dollar              | —                  | —             | —          | Horizon Records  |
| 1963  | Thunder'n Lightnin'           | —                  | —             | —          | Horizon Records  |
| 1963  | Saturday's Child              | —                  | —             | —          | Horizon Records  |
| 1964  | Hoyt Axton Explodes!          | —                  | —             | —          | Vee-Jay Records  |
| 1964  | Long Old Road                 | —                  | —             | —          | Vee-Jay Records  |
| 1965  | Mr. Greenback Dollar Man      | —                  | —             | —          | Surrey           |
| 1965  | Hoyt Axton Sings Bessie Smith | —                  | —             | —          | Exodus           |
| 1969  | My Griffin Is Gone            | —                  | —             | —          | Columbia Records |
| 1971  | Joy to the World              | —                  | —             | —          | Capitol Records  |
| 1971  | Country Anthem                | —                  | —             | —          | Capitol Records  |
| 1973  | Less Than the Song            | —                  | —             | —          | A&M Records      |
| 1974  | Life Machine                  | 21                 | —             | —          | A&M Records      |
| 1975  | Southbound                    | 27                 | 188           | —          | A&M Records      |
| 1976  | Fearless                      | 26                 | 171           | —          | A&M Records      |
| 1977  | Snowblind Friend              | 36                 | —             | —          | MCA Records      |
| 1978  | Road Songs                    | 40                 | —             | —          | A&M Records      |
| 1978  | Free Sailin'                  | 42                 | —             | —          | MCA Records      |
| 1979  | A Rusty Old Halo              | 27                 | —             | 14         | Jeremiah         |
| 1980  | Where Did the Money Go?       | 31                 | —             | —          | Jeremiah         |
| 1981  | Live!                         | 30                 | —             | —          | Jeremiah         |
| 1982  | Pistol Packin' Mama           | 41                 | —             | —          | Jeremiah         |
| 1984  | American Dreams               | —                  | —             | —          | Global Records   |
| 1990  | Spin of the Wheel             | —                  | —             | —          | DPI Records      |
| 1996  | Jeremiah Was a Bullfrog       | –                  | –             | –          | Youngheart Music |
| 1998  | The A&M Years                 | —                  | —             | —          |                  |

## Filmographie

### Cinéma
- 1966 : Smoky : Fred
- 1979 : L'Étalon noir (The Black Stallion) : M. Ramsey, le père d'Alec
- 1980 : Cloud Dancer (en) : Brad's Mechanic
- 1982 : Le Challenger (Liar's Moon) : Cecil Duncan
- 1982 : Espèce en voie de disparition (Endangered Species) : Ben Morgan
- 1983 : Fred C. Dobbs Goes to Hollywood de Jim Hanley
- 1983 : La Grande Casse 3 (Deadline Auto Theft) de Henry Blight Halicki : Capitaine Gibbs
- 1983 : Le Retour de l'étalon noir (The Black Stallion Returns) de Robert Dalva : narrateur (voix)
- 1983 : Pied au plancher (Heart Like a Wheel) de Jonathan Kaplan : Tex Roque
- 1984 : Gremlins de Joe Dante : Randall Peltzer
- 1987 : Retribution (en) : Lt. Ashley
- 1988 : Dixie Lanes de Don Cato : Clarence Laidlaw
- 1989 : Désorganisation de malfaiteurs (Disorganized Crime) de Jim Kouf
- 1989 : Nous ne sommes pas des anges (We're No Angels) de Neil Jordan : Le père Levesque
- 1992 : Space Case d'Howard R. Cohen : Charlie
- 1993 : Harmony Cats (en) de Sandy Wilson : Bill Stratton
- 1994 : Season of Change : Big Upton
- 1995 : La Traque (Number One Fan) de Jane Simpson : Lt. Joe Halsey
- 1999 : King Cobra : Mayor Ed Biddle

### Télévision
- 1976 : Super Jaimie. Il incarne le rôle d'un chanteur dans l'épisode 4 de la saison 2 "Mission à Nashville" (Road to Nashville).
- 1979 : Skinflint: A Country Christmas Carol : Cyrus Flint
- 1980 : Shérif, fais-moi peur. Il chante à la fin de l'épisode n°11 "Bon Voisinage" de la saison 3 de la série.
- 1983 : The Rousters : « Cactus » Jack Slade
- 1984 : Domestic Life (en) : Rip Steele
- 1986 : Dallas : Quand tout a commencé... (Dallas : The Early Years) : Aaron Southworth
- 1986 : Act of Vengeance (en) : Silous Huddleston
- 1987 : Coupable d'innocence (Guilty of Innocence: The Lenell Geter Story) : Charlie Hartford
- 1987 : Christmas Comes to Willow Creek (en) : Al Bensinger
- 1988 : Desperado: Avalanche at Devil's Ridge : Shérif Ben Tree
- 1989 : Arabesque : Shérif Henault
- 1990 : Enterré vivant (Buried Alive) : Shérif Sam Eberly
- 1990 : Capitaine Planète : Big Ed Bakar (voix)
- 1993 : Doorways (en) : Jake
- 1995 : Kingfish: La vie de Huey P. Long (en) (Kingfish: A Story of Huey P. Long) : Huey P. Long, Sr.

### Compositeur musical
- 1974 : The Legend of Hillbilly John
- 1982 : La Grande Casse 2 (The Junkman)